# Ширино (Владимирская область)
Ширино — опустевшая деревня в Муромском районе Владимирской области России, входит в состав Борисоглебского сельского поселения. 

## География
Деревня расположена в 29 км на север от центра поселения села Борисоглеб и в 43 км на север от Мурома.

## История
В конце XIX — начале XX века деревня входила в состав Святской волости Гороховецкого уезда, с 1926 года — в составе Татаровской волости Муромского уезда. В 1859 году в деревне числилось 12 дворов, в 1905 году — 23 двора, в 1926 году — 42 двора.
С 1929 года деревня входила в состав Семеновского сельсовета Фоминского района Горьковского края, с 1940 года — в составе Святского сельсовета, с 1944 года — в составе Владимирской области, с 1959 года — в составе Татаровского сельсовета Муромского района, с 2005 года — в составе Борисоглебского сельского поселения. 

## Население
| 1859 | 1905 | 1926 | 2002 | 2010 | 2021 |
| ---- | ---- | ---- | ---- | ---- | ---- |
| 92   | ↗162 | ↗242 | ↘0   | →0   | →0   |